# Acer pseudoplatanus
Se procura a espécie de morfologia e nome similar, veja Acer platanoides.
Se procura o sicómoro (ou sicômoro) citado na Bíblia, veja Ficus sycomorus.

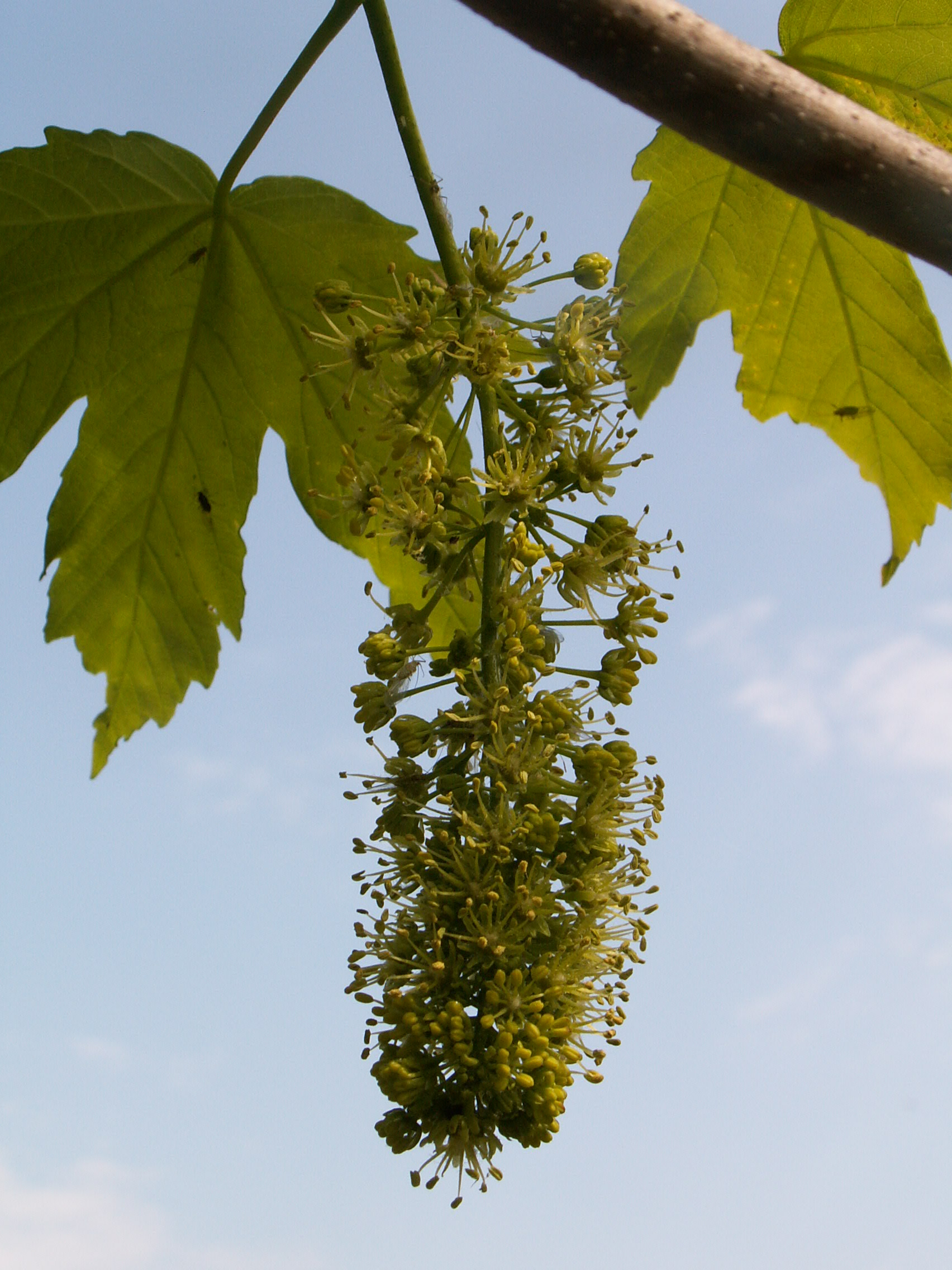
Inflorescência (racemo) de A. pseudoplatanus.

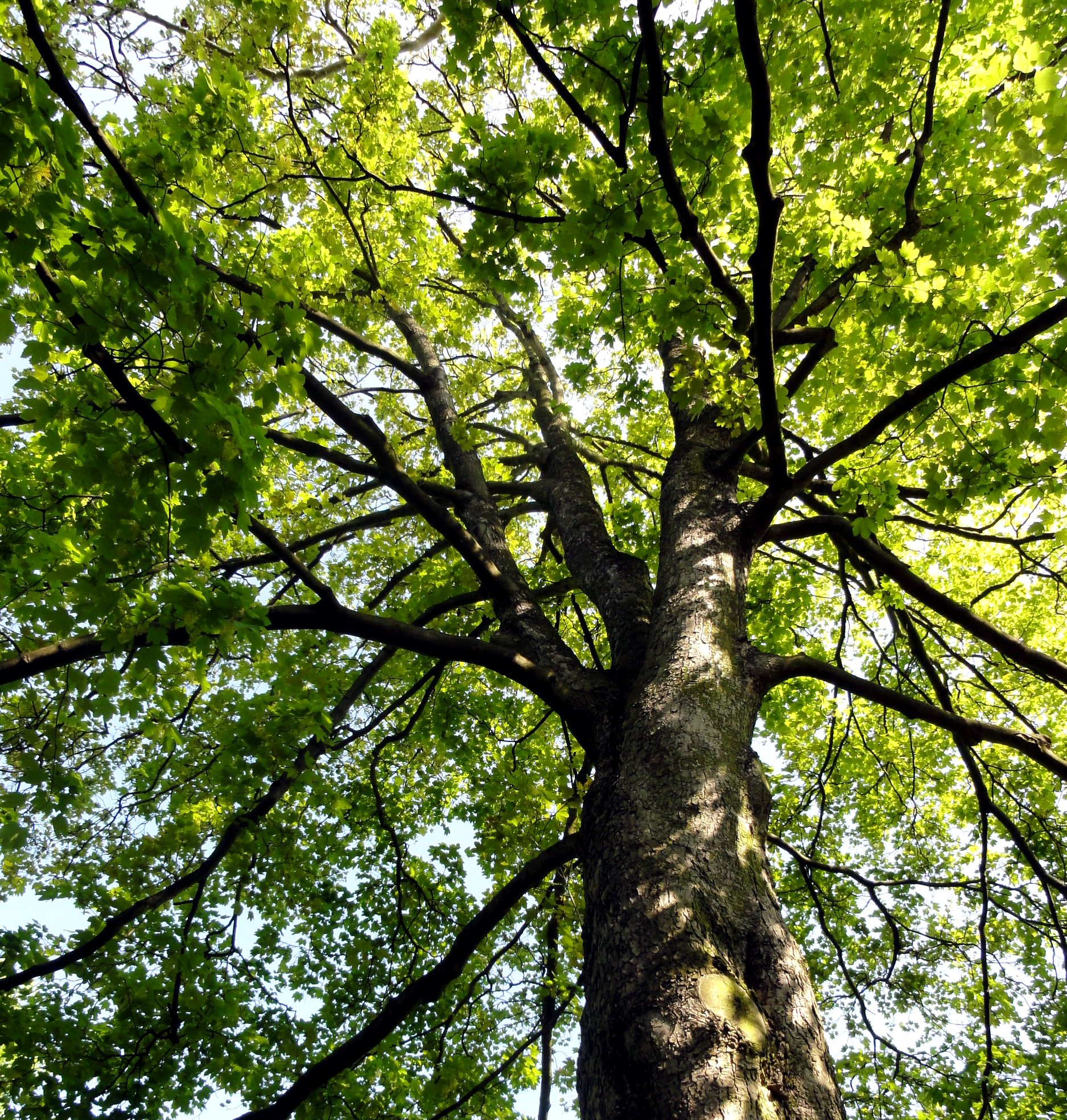
Fuste de A. pseudoplatanus no Palmengarten (Jardim das Palmeiras) de Frankfurt.

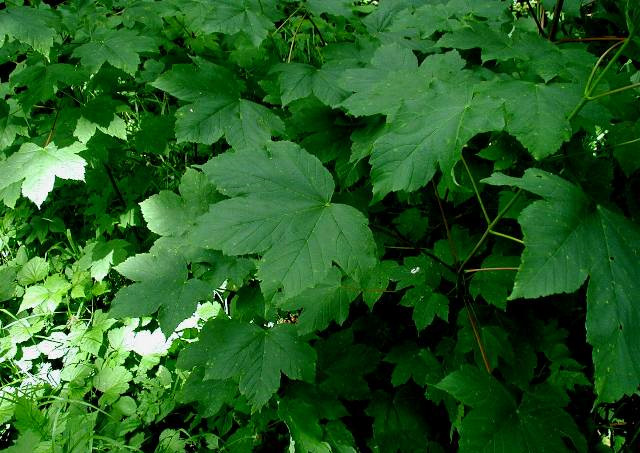
Ramagens de A. pseudoplatanus.

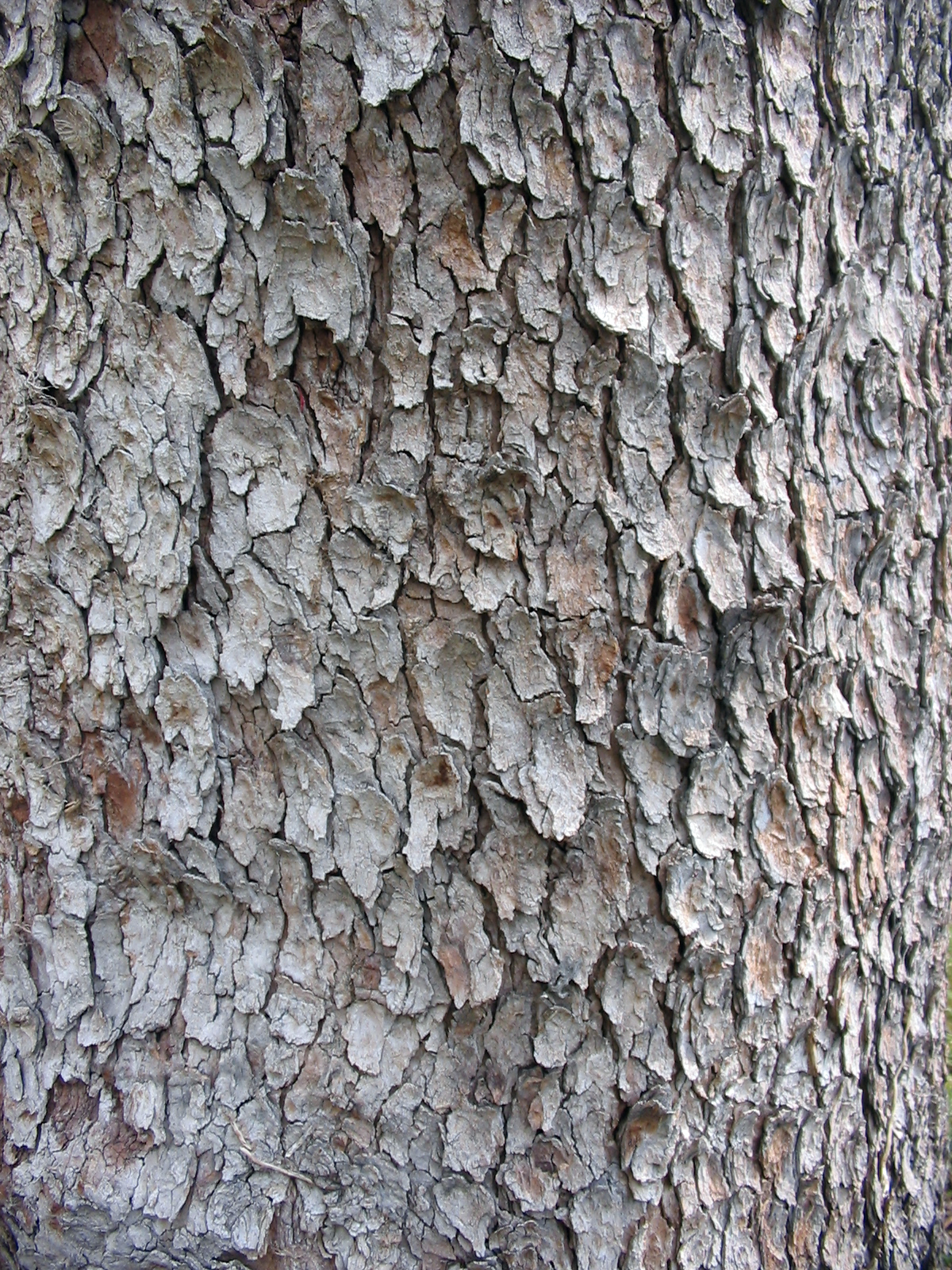
Textura do ritidoma (casca do tronco) de um espécime maturo de A. pseudoplatanus.

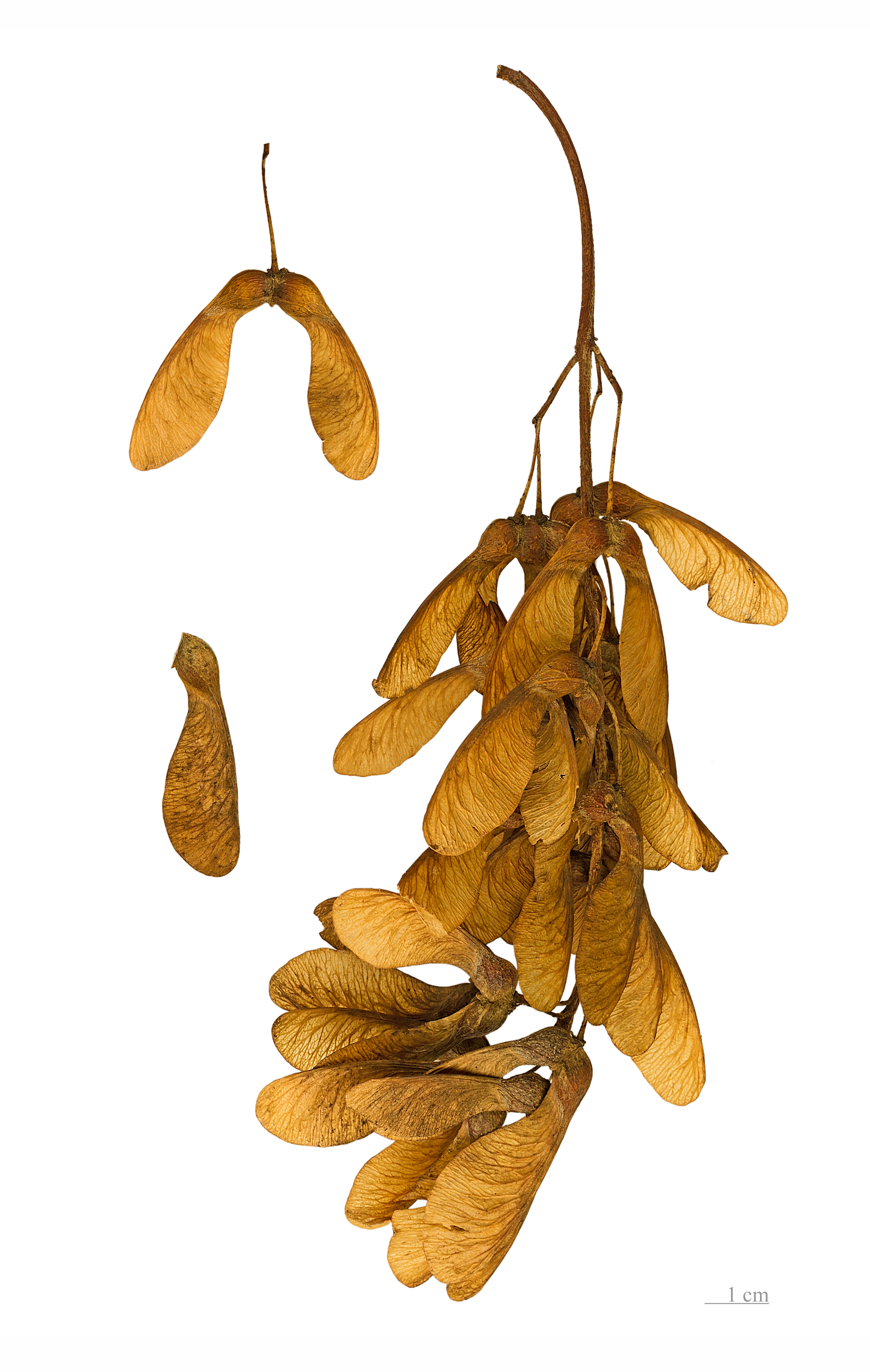
Acer pseudoplatanus

Acer pseudoplatanus L., conhecida pelos nomes comuns de bordo, padreiro ou sicómoro é uma espécie de árvore do género Acer (bordos), pertencente à família Sapindaceae,
embora tradicionalmente considerada como membro da família Aceraceae. Pertence ao tipo fisionómico dos Mesofanerófitos.
A espécie é nativa da Europa Central e do sudoeste da Ásia, distribuindo-se por uma vasta região que vai da França à Ucrânia, estendendo-se para sul até à Cantábria e ao Centro de Portugal, ao norte da Turquia e ao Cáucaso. É considerada uma espécie invasora nas regiões temperadas.

## Nomenclatura
A semelhança das suas folhas com a folhagem típica do género Platanus deu origem ao epíteto específico pseudoplatanus, onde o prefixo pseudo deriva do vocábulo grego clássico para "falso".
Em Portugal, esta árvore recebe as designações de bordo, falso-plátano, padreiro e plátano-bastardo.
Os nomes comuns em português americano parecem derivar do francês sycomore, o que leva a confusão com o sicómoro (Ficus sycomorus), uma árvore comum no leste da região mediterrânica e citada na Bíblia, com a qual não tem qualquer parentesco mas apenas uma vaga semelhança na forma das folhas.
Na língua inglesa a árvore apresenta uma grande variedade de nomes comuns, tais como false plane-tree (falso-plátano), great maple (grande-plátano), Scottish maple (plátano-escocês), mock-plane (pseudo-plátano), sycamore (sicómoro) ou celtic maple (plátano-celta).

## Descrição
A. pseudoplatanus é uma árvore decídua que pode atingir grandes dimensões (megafanerófito), sendo comum apresentarem alturas entre 20–35 m na maturidade, com fustes direitos e copa largas, ampla, em forma de abóbada, com ramagens abertas. Quando cresce em lugares abertos, a copa apresenta-se por vezes mais larga do que alta, sendo nestes casos o diâmetro da copa superior à altura da árvore.
As árvores jovens apresentam o ritidoma liso de cor cinzenta, mas à medida que a árvore envelhece a casca escurece e assume um aspecto áspero, rompendo-se em forma de grandes escamas, deixando ver a camada interior de cor castanho-avermelhada.
As folhas são grandes e opostas, palmeadas, com 10–25 cm de comprimento e largura sensivelmente igual, de textura coreácea e com a face superior verde-escura e a inferior verde-acinzentada e com nervuras salientes. Quanto à forma, as folhas são palmatilobadas, divididas até cerca de metade da lâmina em cinco lóbulos abovados, com os bordos providos de grossos dentes, algo desiguais, curvados em forma de serra, inserindo-se em longos pecíolos com 5–15 cm de comprimento. Alguns cultivares apresentam folhas, em particular as mais novas, com coloração purpurescente, arroxeada ou amarelada.
É comum as folhas apresentarem marcas negras ou cinza-escuro, com a forma de manchas irregulares ou de pontos, causadas pelo ataque do fungo Rhytisma acerinum.
A espécie floresce cedo na primavera, por vezes antes de recuperar totalmente a folhagem, produzindo flores monoécias ou hermafroditas, de cor amarelo-esverdeado, dispostas em racemos pendentes, com 10–20 cm de comprimento e 20–50 flores em cada inflorescência. As flores apresentam longos pedicelos, corola composta de 5 sépalas e 5 pétalas alargadas e livres, que se inserem, com os 8 estames, num disco anilar carnoso situado debaixo do ovário.
O fruto é  formado por duas sâmaras unidas e algo intumescidas que se prolongam em asas membranosas que se alargam em direcção ao ápice e formam entre si um ângulo próximo de 90 graus. As sementes têm 5–10 mm de diâmetro, ocorrendo aos pares em dissemínulos formados por uma sâmara em que cada semente tem uma asa com 20–40 mm de comprimento que a faz rodar com o vento durante a queda. Este mecanismo de pterometeorocoria permite a dispersão das sementes a distâncias de até algumas centenas de metros. As sementes maturam no outono, cerca de 6 meses após a polinização.
A espécie A. pseudoplatanus produz rebentos basais (rebenta de toiça) a partir das raízes expostas à luz solar após a árvore adulta ter sido cortada ou ter tombado.
Floresce em abril e maio; os frutos amadurecem no final do verão e mantêm-se durante muito tempo na planta. Várias espécies de lagartas de Lepidoptera usam as folhas de A. pseudoplatanus como alimento.
Existem nas regiões temperadas, em especial na Europa, muitas árvores com aspecto similar, em especial a espécie Acer platanoides. A tabela seguinte fornece os elementos mais conspícuos usados para distinguir aquelas duas espécies:
| Espécies                  | Acer platanoides                                                   | Acer pseudoplatanus |
| ------------------------- | ------------------------------------------------------------------ | --- |
| Casca das árvores adultas | Lisa, adquirindo sulcos verticais com a idade                      | Parecida com a do plátano oriental; desprende-se em placas. Nos exemplares mais velhos, ganha uma cor parda rosada e separa-se facilmente da madeira.                    |
| Gemas                     | De cor grená                                                       | De cor verde |
| Folhas                    | Há cultivares com folhas de cor roxa e púrpura                     | As folhas são simples e carecem de estípulas, grandes, de entre 10-15 centímetros de comprimento, opostas, caducas, de cor verde-escuro. Apresentam 5 lóbulos desiguais. |
| Flores                    | Aparecem em simultâneo com o desabrochar das gemas                 | Aparecem pouco depois das folhas |
| Frutos (sâmaras)          | As sâmaras encontram-se na base do ramo e têm a semente aplainada. | As sâmaras encontram-se no ramo e têm a semente redonda. |

## Distribuição
A espécie é nativa da Europa Central e do sudoeste da Ásia, distribuindo-se por uma vasta região que vai da França à Ucrânia, estendendo-se para sul até à Cantábria e chegando ao Norte e Centro de Portugal, ao norte da Turquia e ao Cáucaso.
Devido à sua capacidade de se adaptar a uma grande diversidade de habitats e à sua plasticidade ecológica, a espécie é considerada uma espécie invasora nas regiões temperadas.
Está listada como planta invasora em algumas regiões da Austrália (Yarra Ranges, Victoria), da Nova Zelândia, em áreas ambentalmente sensíveis da Grã-Bretanha, na Noruega e nos Açores.
Em Hamburgo no Hirschpark no Blankenese próximo de Elbschausee, um sícomoro de 275 anos, com altura de 22 m e diâmetro de 36 m foi classificada como património nacional.

### Portugal
Trata-se de uma espécie presente no território português, nomeadamente em Portugal Continental, no arquipélago da Madeira e no arquipélago dos Açores.
Mais concretamente, encontra-se presente nas zonas da  Noroeste ocidental do Noroeste montanhoso, do Nordeste leonês, da Terra Quente e da Terra Fria.
Em termos de naturalidade, é nativa em Portugal Continental e introduzida nos arquipélagos dos Açores e da Madeira.

## Ecologia e habitat
Trata-se de uma espécie ruderal e de mato, que se tanto se dá bem em terrenos sáfaros, como em bosques.